# 鲍德温公园 (加利福尼亚州)
鲍德温公园（英語：Baldwin Park），是美国加利福尼亚州洛杉矶县下属的一座城市。建市于1956年1月25日，面积大约为6.63平方英里（17.2平方公里）。根据2010年美国人口普查，该市有人口75,390人。